# Ruan Combrinck
Ruan Jacobus Combrinck (Vryheid, 10 maggio 1990) è un rugbista a 15 sudafricano, al momento senza squadra..

## Biografia
Durante il periodo scolastico, Combrinck frequentò il prestigioso college di Michaelhouse dove giocò nelle squadre di rugby studentesche. Nel 2008 fu selezionato nelle giovanili dei Natal Sharks, ma, l'anno successivo, passò a quelle di Western Province, club con il quale fece il suo esordio professionistico nella Vodacom Cup del 2010. Nel 2011 rappresentò l'Università di Stellenbosch alla Varsity Cup, maggiore competizione universitaria di rugby in Sudafrica. L'anno successivo fu inserito nella squadra dei Lions per il Super Rugby 2012, torneo nel quale esordì nella partita contro gli Stormers. In ottobre partecipò anche alla sua prima Currie Cup con i Golden Lions, club con il quale si aggiudicò l'edizione del 2015. Nelle stagioni 2016 e 2017 del Super Rugby raggiunse, con i Lions, la finale senza, però, riuscire a vincere il torneo. Nel 2017 firmò un contratto con i Kintetsu Liners con cui disputò la Top League.
Il suo esordio con il Sudafrica avvenne nel giugno 2016, convocato dal commissario tecnico Allister Coetzee, giocò il secondo e il terzo incontro con l'Irlanda durante il tour africano dei britannici. Successivamente disputò le due sfide con l'Argentina durante il The Rugby Championship 2016 e tutte le tre partite del tour europeo degli Springboks.

## Palmarès
- Currie Cup: 1
Golden Lions: 2015